# Catskill Mountains

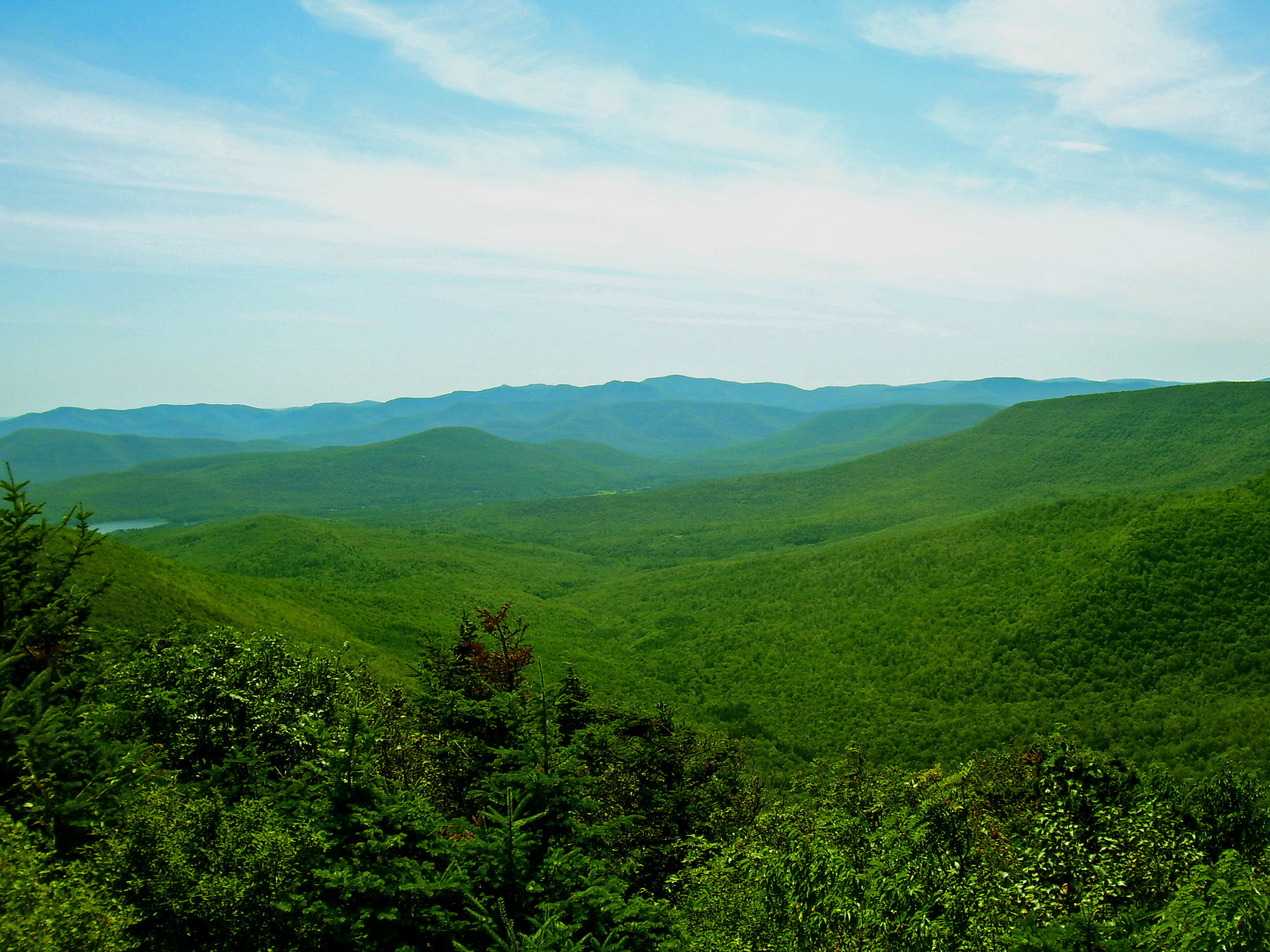
Blick auf die zentrale Kette der Catskill Mountains

Die Catskill Mountains (niederländisch: Katzenbach; -kill = Bach) sind als Ausläufer der Appalachen ein Mittelgebirge im US-Bundesstaat New York.

## Geografie
Die Catskill Mountains befinden sich in den Countys Otsego, Delaware, Sullivan, Schoharie, Greene und Ulster, ein stark zerteilter Bereich des Allegheny-Plateaus, das an der Oberfläche aus Sandstein besteht. 
Im Norden und Osten werden sie von den Tälern des Mohawk (Helderberg Mountains) und des Hudson begrenzt, die Berge entwässern vor allem in den Delaware River. Einige Gipfel erreichen Höhen über 1000 m, der höchste Berg ist mit 1277 m der Slide Mountain. Zirka 100.000 Hektar des Gebirges sind als Naturschutzgebiet (Catskill Park) ausgewiesen. Die Vegetation besteht aus gemischtem Laub- und Nadelwald.
Stauseen wie Rondout, Downsville, Neversink und Ashokan stellen die Wasserversorgung der Stadt New York sicher.
Im Westen der Catskill Mountains, nördlich von Roscoe, ist auf einigen Landkarten der durch den Roman Margos Spuren bekannte fiktive Ort Agloe eingezeichnet.

## Namensgebung
Seinen Namen erhielt der Bergzug von der Siedlung Catskill, gelegen an der Mündung des gleichnamigen Baches in den Hudson, die im Norden der einstigen niederländischen Kolonie Nieuw Nederland angelegt worden war. Von dem kleinen Höhenrücken zwischen der Ortsmitte von Catskill und dem Hudson eröffnet sich nach Westen hin ein besonders eindrucksvolles Panorama des Bergzuges.

## Geschichte
Als die Niederländer sich in der ersten Hälfte des 17. Jahrhunderts im Hudson-Tal ausbreiteten, lebte in den Catskill Mountains das Volk der Munsee, die nördliche Hauptgruppe der Lenni Lenape. Die meisten von ihnen fielen den von den Niederländern eingeschleppten Krankheiten zum Opfer.
Nicht zuletzt dank der 1819 erschienenen, in den „Kaatskill“-Bergen spielenden Erzählung Rip Van Winkle von Washington Irving erhielten die zuvor kaum bekannten Catskills landesweite Aufmerksamkeit. Der gleichzeitige Aufschwung der Dampfschifffahrt auf dem Hudson ermöglichte es fortan den New Yorkern, Ausflüge in die Catskills zu unternehmen.
Ab 1951 wurde am Fuß des Hunter Mountain das Camp Jened veranstaltet, ein Ferienlager für behinderte Menschen, das zu einem Sprungbrett für die Behindertenbewegung und Independent-Living-Bewegung in den Vereinigten Staaten wurde.

## Tourismus

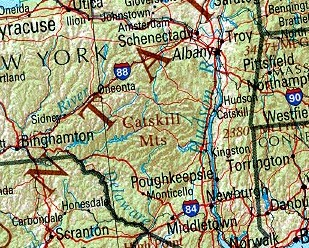
Die Catskill Mountains und ihre Umgebung

Die Catskill Mountains sind ein beliebtes Feriengebiet der New Yorker. In dem Gebiet sind Skisport,  Mountainbike fahren und Wandern attraktive Aktivitäten. Es gibt zahlreiche Campingplätze. Am Esopus Creek, einem rechten Nebenfluss des Hudson, wird gern geangelt und er bietet auch Gelegenheit zum Kajakfahren.
Ab den 1920er-Jahren entstanden zahlreiche Feriensiedlungen New Yorker Juden in den Catskill Mountains. Die daher umgangssprachlich als „Borscht Belt“ bezeichnete Region war vor allem von den 1940er- bis in die 1960er-Jahre ein populäres Sommerurlaubsziel. Dort begannen einige Komiker ihre Karriere, darunter Danny Kaye, Rodney Dangerfield, Henny Youngman und Don Rickles.